# 디트로이트 메탈 시티
《디트로이트 메탈 시티》(일본어: デトロイト・メタル・シティ, Detroit Metal City)는 와카스기 기미노리(若杉公徳)의 개그 만화이다. 이를 원작으로 한 영화와 애니메이션이 공개되었다. 하쿠센샤 "영 애니멀"에서 2005년부터 2010년까지 연재되었다. 횟수 카운트는 "TRACK-". 번외편은 "BONUS TRACK"으로 표기되었다.
데스 메탈계의 제왕이라 불리는 인디 메탈 밴드 "디트로이트 메탈 시티"의 보컬 기타 "요한 크라우저 II세" 그러나, 그 실태는 세련된 팝 음악 을 사랑하는 평범한 나약한 음악 청년 네기시 소이치였다. 이 둘 사이의 격차와 네기시의 고뇌가 가지고 웃음을 주축으로하는 개그 만화이다.
키스나 세이키마 II를 방불케하는 "은도금", "자칭 악마" 등 헤비 메탈에 대해 일본의 일반 대중이 갖는 공용 이미지를 최대한 활용하고, 이 캐릭터 모습과 일반 사회와의 격차를 강조함으로써 웃음을 만들어 인기를 끌었다. 2008년에는 마츠야마 켄이치 주연으로 실사 영화화되었다.
그러나 성적 표현을 절규하는 등 기존의 헤비메탈에 오해를 더욱 조장시키는 묘사가 많이 포함되어 있으며, "BURRN!" 등 종전보다 메탈 지지자들은 이 만화에 대해 부정적이었다. 원작자인 와카스기는 소위 HR/HM이나 데스 메탈 등은 그다지 듣지 않고, 익숙하지 않다고 알려졌다. "플래시 EX"의 인터뷰에서 "자신이 데스 메탈의 애호가라면 이런 개그 만화를 만들지 않았을 것이다"라고 취지의 코멘트를 하였다. 덧붙여서, 카히미 카리에의 팬.

## 줄거리
세련된 팝 뮤직을 좋아하는 청년 네기시 소이치. 대학 진학과 함께 도쿄로 상경한 그는 자신의 꿈인 팝 가수로서 데뷔하기 위해, 대학졸업 후 레코드 회사와 계약을 한다. 하지만 소속사 데스 레코드로부터 강제적으로 부르게 된 노래는 그의 취지와는 정반대인 데스메탈이었다. 네기시는 어쩔수없이 악마계 데스메탈 밴드〈디트로이트 메탈 시티〉(통칭 DMC)의 보컬 겸 기타〈요한 크라우저 II세〉로 인디 데뷔를 하게 된다.
평소 메탈을 싫어하던 네기시였지만, 잠재되어있던 메탈의 재능이 크게 발휘되면서 밴드는 큰 인기를 얻게 된다. 또한 크라우저 II세는 네기시 자신도 모르는 숱한 전설들을 만들어 내면서 메탈 팬들로부터 카리스마적인 존재로 추앙받으며, DMC는 일약 세상의 주목을 받는 인기 밴드가 된다.

## 등장 인물

### 디트로이트 메탈 시티
인디 음악계에서 압도적인 인기를 자랑하는 악마계 데스메탈 밴드. 

멤버는 요한 크라우저 II세(Gt, Vo), 알렉산더 쟈기(Ba, Vo), 카뮈(Dr)로 구성. 데뷔 초기부터 과격한 라이브 퍼포먼스로 화제가 되었다. 데뷔 후 자신들을 탐탁치 않아하는 다른 뮤지션들로부터 무수한 대결신청을 받아왔고, 모두 승리하였다. 또 열광적인 팬들(일명 DMC신자)사이에서 크라우저 II세를 중심으로 한 수많은 〈전설〉이 전해지고 있다. 게릴라 라이브중 단속 나온 경찰관을 폭행한 일(실제로는 기타가 우연히 경관의 머리에 맞은 것)등, 실제로 범죄를 저지르고 다니지만, 매번 사건 현장으로부터 빠르게 도망간다. 때문에 정말로 크라우저였는지 아닌지 아무도 확인할 수 없어, 현재까지 체포되는 일 없이 활동을 계속하고 있다.
또한 일반인들에게는 따가운 눈총을 받고 있으며, 노래하는 곡들도 차별적인 내용들이 많기 때문에 DMC멤버들은 마약 중독자나 연쇄강간범인 것 같다 등의 질 나쁜 소문만 흐르고 있다.
- 네기시 소이치(根岸 崇一) ＝ 요한 크라우저 II세

OVA판 성우:키시오 다이스케 / 실사극장판:마쓰야마 겐이치

본 작의 주인공. 대학 진학과 함께 이누카이쵸에서 상경한 마음 착한 청년. 첫 등장 시 23세의 동정, 머시룸 컷, 마른 몸으로 가냘플 것 같은 외관을 하고 있으나, 고향에서 소를 돌보는 일이나 풀베기, 트랙터 운전 등 안 해본 농사일이 없어, 체력은 좋은 듯 하다. 술은 마실 수는 있지만, 굉장히 약하다. 대학에서 프랑스어를 전공하였기 때문에, 프랑스어로 회화를 할 수 있다. 밀크티를 마시면서 좋아하는 가수 카히미 카리에의 홈페이지와 배우 야마노 하나에의 블로그를 체크하는 것이 일과.

좋아하는 영화는〈아멜리에〉. 음악도 스웨디쉬 팝이나 프렌치 팝 등을 좋아한다. 특히 가수 카히미 카리에는 모든 앨범을 소지하는 만큼 대 팬. 팝 아티스트를 목표로 하고 있어 노상에서 기타를 연주하며 자작곡을 노래하고 있다. 아이카와와 사지에게는 높이 평가받고 있지만, 일반인들에게는 욕을 먹고 있다. 
 대학 동기 아이카와에게 자신의 곡을 칭찬받았던 일이 계기로 프로 뮤지션을 목표로 하게 되었다. 졸업 후, 인디즈 레코드 회사인〈데스 레코드〉와 계약하지만, 본인의 의향과는 반대로〈디트로이트 메탈 시티(DMC)〉의 보컬〈요한 크라우저 II세〉로 활동하게 된다.
평소 크라우저 II세를 연기하고 있을 뿐이지만, 분노나 질투심으로 텐션이 오르거나 했을 경우는, 연기가 아닌 자연스럽게 크라우저 II세의 인격이 나타난다. 이 상태에서는 죄악감이 없어지기 때문에, 주위사람이 피해를 보는 일이 많다. 또 네기시 상태에서 팬들을 실망시키지 않기 위해, 크라우저가 되어 모든 장소에 “강림”한다.
기본적으로 크라우저로서의 행동을 부끄러워하고 있기 때문에 라이브 후의 뒤풀이 모임등에는 대부분 참여하고 있지 않지만, 멤버들과의 신뢰 관계가 두텁고, 타 뮤지션들과의 대결을 통해 아티스트로서의 순수한 대항심을 불태우는 등, 본질적으로는〈밴드 맨〉이다.
기타하라 겐키에게 승부를 신청받았을 때, 한 번 승부를 피했던 것도 기타하라의 수준 높은 연주실력 때문이다. 하지만 결국 승부를 받게 되지만 승부에 패하고 잭으로부터 물려받은 전설의 기타를 빼앗기고 만다. 〈메탈로 졌다〉라는 좌절감에 메탈계를 떠나기로 결심하고 잠적, 예능인 지망생들의 집인 〈아트키와 장〉에 들어간다. 하지만 네기시의 행방을 알아낸 사장이 네기시를 자극하기 위해 아트키와 장으로 보낸 메탈 뮤지션 지망생들의 영향으로 다시 메탈계로 돌아와, 요한 크라우저 I세의 블랙데스DMC와의 대결에서 멋지게 승리한다.
요한 크라우저 II세(ヨハネ・クラウザーII世, Johan Krauser II)
OVA판 성우:우에다 유지 

기타＆보컬을 담당. 

금색의 가발, 얼굴을 하얗게 칠한 진한 메이크업, 이마에 〈살(殺)〉자를 쓴 분장에 특촬물의 악당을 연상시키는 긴 망토가 달린 의상을 입고 있다. DMC신자들로부터〈크라우저 씨〉라고 불리고 있으며, 숭배됨과 동시에 두려움의 대상이기도 하다. 이빨 기타 연주와 1초에 12번 겁탈 발언(코믹스 7권 까지의 내용중)등 화려한 퍼포먼스의 대가. 멤버 와다는 이런 크라우저를〈메탈 몬스터〉라고 부르고 있다. 수준높은 기타 실력을 가졌으며, 통칭 "이빨 기타"와 "팔 빙빙 기타"가 특기로 라이브 시 높은 확률로 기타를 부순다. 나중에 데스 메탈의 제왕 잭 일 다크로부터 SG타입의 통칭 "전설의 악마 기타"를 물려받는다.(크라우저가 3대째이다.)
- 와다 마사유키(和田 真幸) = 알렉산더 쟈기

OVA판 성우:나가노 유타카 / 실사극장판:호소다 요시히코 

멤버 유일하게 순수 로커 기질을 가진 상식인. 호리호리한 몸매와 장발의 밴드 청년. 사이타마현 출신.
 본모습도 꽃미남으로 상당히 인기가 있으나, 멤버들과의 미팅에서 호스트와 같은 복장으로 참가하는 등 약간 어설픈 구석이 있다. 친구가 소속되어 있는 비주얼계 밴드에 가입(일련의 사건으로 취소)하려고 하는 등 데스메탈보다 비주얼계 밴드쪽에 관심을 보이고 있다. 화려한 외모와 출중한 베이스 테크닉으로 비주얼계 밴드에서 가입을 노리는등의 일이 있었는데, 이는 팝 음악을 지향하면서도 전혀 인정받지못하는 네기시와 대조적이다. 

대체로 경박한 사람이나 자신의 분야에서 최고가 되는 꿈을 위해 날마다 손가락이 움직이지 못하게 될 때까지 베이스기타 연주를 연습하거나 새로운 스테이지 퍼포먼스의 연구를 위해 저글링을 연습하는 등 노력가의 모습도 가지고 있다.
알렉산더 쟈기(アレキサンダー・ジャギ, Alexander Jagi)
DMC의 리더, 베이스 기타와 보컬 담당. 
 DMC신자들로부터〈쟈기 님〉으로 불리고 있다. 긴 머리와 하얀 얼굴의 메이크업, 전신 타이츠에 데빌맨을 연상시키는 날개달린 의상을 입고 있다. 크라우저나 카뮈에 비해 존재감이 약하기 때문에 좀처럼 눈에 띄지 않으며, 형편없는 퍼포먼스로 사장으로부터 협박받는 일이 잦다.
- 니시다 테루미치(西田 照道) = 카뮤

OVA판 성우:야스무라 마코토 / 실사극장판:아키야마 류지

오타쿠이자 변태. 안경에 돼지 코, 작은 키, 뚱뚱한 몸매의 소유자. 도쿄도 출신.

애니메이션이나 특촬물 캐릭터를 좋아한다. 작중 등장하는 애니메이션 〈똥꼬 전대 부루마(くいこみ戦隊ブルマちゃん)〉의 대 팬. 말수가 매우 적고, 혼자 중얼중얼 거리는 작은 소리로 대단한 독설을 내밷는다. 멤버에 대해서도 〈무능한 놈〉, 〈닥쳐〉등의 부정적인 대사를 많이 한다. 또한 여성에 대해서도 추잡한 말 밖에 하지 않는다. 멤버중 변신 전 (니시다)과 변신 후(카뮤)가 거의 변함없는 유일한 인물.
카뮤(カミュ,Camus)
드럼 담당. 

거꾸로 세운 금발 가발에 피에로를 연상시키는 마스크(혹은 메이크 업)를 착용한다. 추잡한 망상을 에너지화 시켜 귀신같은 드럼 테크닉을 발휘한다.

### 데스 레코드 관계자
- 나시모토 케이스케(梨元圭介) = 자본주의의 돼지(資本主義の豚)

OVA판 성우:마쓰야마 타카시 

데스 레코드 소속으로 라이브시 서포트 멤버로 활동한다. 돗토리현 출신. 

악기를 연주하는 것이 아닌 라이브 시 무대위에서 크라우저에게 구타를 당하며 기뻐하는 M보이역으로 활동하는 공연자이다. 네기시는 항상 미안하다고 생각하고 있으나 본인은 본디 매저키스트로 전혀 신경쓰지 않으며, 오히려 네기시를 격려한다. 이혼경력이 있는 중년 남성으로, M보이 공연만으로는 생계를 이어나갈 수 없어 현재 편의점에서 아르바이트 중이다.
- 데스 레코드 사장(デスレコーズ社長)

OVA판 성우:고바야시 아이 / 실사극장판:마쓰유키 야스코 

DMC의 소속 사무소인 데스 레코드의 여사장. 본명은 불명. 

사무소의 간판인 DMC의 일을 무엇보다 소중히 여기고 있으며, 자신도 팬이다. 하지만 그 열정이 도를 넘어, 네기시의 삶을 데스메탈로 물들이기 위해 집안을 발칵 뒤집에 놓기도하였다. 크라우저에게 불을 내뿜으며〈DMC는 나의 것이다〉라고 단언한 적도 있다. 때문에 네기시는 크라우저 상태에서도 사장에게만은 서투르다. 잭 일 다크를 존경하며, 그의 영향으로 〈FUCK!〉이라는 말을 입에 달고 산다.

젊은 시절 〈DEATH〉라는 집단을 이끌며 수준 낮은 메탈 밴드들을 습격했지만, 당시 블랙 카오스의 리더였던 기타하라 겐키의 수준 높은 연주에 감동하여 기타하라와 함께 블랙&데스 레코드를 설립한다. 모종의 사건으로 체포된 기타하라와 현재는 사이가 나쁘다.
- 구리&구라(グリとグラ)

데스 레코드 사장의 데스메탈 동료. 

본명인지 아닌지는 불분명하다. 본디지 패션으로 대형 오토바이를 몰고다닌다. 누가 구리고 누가 구라인지 잘 구별할 수 없기 때문에 편리하게 헤어 스타일로 구별할 수 있다. 힘이 상당히 세며 말은 절대 하지 않는다. 웃을 때도 소리 내지 않고 웃는다. 
 실사영화에서는 사람 대신 개가 등장하였다.
- 시나가와 이사무(品川勇次) = 돼지 견습생(豚見習い)

작중 메이저 레코드 회사 나프 뮤직 엔터테인먼트의 전 사원. 도쿄도 출신. 

DMC를 자신의 레코드 회사로 빼내오려고 시도하였으나 데스 레코드 사장에게 들켜 실패하였다. 그 후, 데스 레코드 사장의 명령(?)에 의해, 돼지 견습생으로 데스 레코드에 이적, 공연자로서의 돼지의 삶에 점차 심취하게 된다.
- 로자드니에고리 보사라바로드스(ロザドニエゴリ・ボサラバロドス)

가끔 도망치는 네기시의 대역으로 사장이 고용한 인물. 야구와 음악을 좋아하는 라틴계 외국인이다. 도미니카 공화국 출신. 
어째서인지 항상 카세트를 가지고 다닌다. 크라우저의 대역 시, 이마에 〈살(殺)〉자가 아닌 〈투(投)〉자를 쓴다. 메탈 뮤지션으로서의 실력은 없는 것 같다. 라이브 시 자신이 개사한 가사로 DMC의 노래를 부르는데, 그 가사의 내용으로 미루어 볼 때 로자드는 9형제 중 장남으로 이주를 위해 일본으로 온 것 같다.
- 첸 민시쿠(チェン・ミンシク)

DMC멤버들이 지방 공연 이동 중 열차 사고에 휘말렸을 때, 로자드와 함께 DMC의 대역으로 섰던 중국인 남자. 쟈기의 대역을 담당했으나 외형은 전혀 다르게 뚱뚱하다. 중국 요리점에서 일하고 있으며, 자신있는 요리는 볶음밥인것 같다.
- 다르함(ダルハム)

첸과 마찬가지로 DMC의 대역으로 섰던 인도계 남자. 카뮤의 대역 담당. 요가와 뱀을 조종하는 것에 자신있는 듯하다.

### 그외 관계자
- 기타하라 겐키(北原元気)=요한 크라우저 I세(Johannes Krauser I)=사신G(死神G)

데스 레코드가 블랙&데스 레코드였던 시절의 소속 아티스트. 시즈오카현 출신.

데스 메탈 밴드 〈블랙 카오스(ブラックカオス)〉의 리더 〈G〉로 활동하였으며, 젊은 날의 데스 레코드 사장과 만나 블랙&데스 레코드를 설립하여, 밴드 활동을 이어갔다. 사장을 짝사랑해 무심코 그녀의 엉덩이를 만진 사건으로 체포되고 만다. 출소 후, 크라우저 I세를 자청하며 사장에게 복수하기 위해 데스 레코드와 DMC를 없애려고한다.

DMC와의 메탈 대결을 위해 DMC에 원한을 가진 인물들을 모아 〈블랙데스DMC(ブラックデスDMC)〉라는 밴드를 만들어 데뷔한다. 또한 네기시에게 메탈로 승부를 요청해 네기시로부터 전설의 기타를 빼앗고, 네기시를 좌절에 빠뜨린다. 네기시의 잠적이후 DMC 보다 큰 인기를 얻지만, 부활한 크라우저 II세와의 대결에서 지고만다. 그 후, 〈겐키(元気)BAND〉를 결성하여 활동 중이다.

체포되었던 사건으로 사장과 데스 레코드를 원망하고 있지만, 실제로는 사장을 사랑하는 마음을 간직하고 있다.
- 나오키(ナオキ)

DMC의 팬으로, 출중한 기타 실력의 소유자이다. DMC 탈퇴를 계획하고있던 네기시로부터 후임이 될 것을 권유당하지만, 사장에게 들켜 일방적으로 약속을 파기당하고 크라우저 II세에게 원한을 품게된다. 이를 지켜보던 기타하라에게 이끌려 블렉데스DMC에 가입하여, DMC와 대결하지만 패배. 패배 후에도 기타하라와 함께 밴드를 하고있다.
- 레몬(レモン)

아키하바라의 게임센터 〈시리우스(シリウス)〉에 군림하는 놀라운 솜씨의 게이머. 통칭 〈니트의 황제(ニートの皇帝)〉로 북 치는 게임을 전문으로하는 굉장한 실력의 게이머였지만, 카뮤에게 패배한 후 아키하바라에서의 지위를 잃는다. 나오키와 마찬가지로 기타하라에게 권유되어 블랙데스DMC에 가입한다. 포지션은 드럼.
- 스즈키(鈴木)

블랙데스DMC의 베이시스트. 블랙데스DMC의 컨셉상 DMC에게 원한을 가진 인물이 필요했지만 쟈기(와다)에게 원한을 가진 인물을 끝내 찾아내지 못해, 멤버 중 유일하게 일반 공모로 선발된 인물이다. 쟈기에게 뒤지지 않을 정도의 연주 실력을 갖고있다.

### 네기시의 주변 인물
- 아이카와 유리(相川 由利)

OVA판 성우:나가사와 마사미 / 실사극장판:가토 로사 

네기시가 짝사랑 하고 있는 대학 동기생. 본작의 여주인공. 도쿄도 출신. 

대학 졸업 후, 네기시가 애독하고 있는 잡지〈아모레아무르(통칭 아모아무)〉의 편집자 일을 하고 있으며, CD숍에서 네기시와 재회한다. 네기시와 같이 팝 뮤직을 좋아하며, 메탈등의 과격한 음악은 싫어한다. 그녀로부터〈기타도 능숙하고, 프로가 될 수 있다〉라는 칭찬을 들은후 네기시는 본격적으로 프로 뮤지션이 될 결심을 하였다. 
 상당한 미인으로 스타일도 좋다. 남자들에게 인기가 많기 때문에 네기시의 노여움을 사, 여러 가지 피해를 보았다. 상당히 둔하기 때문에 작중 크라우저의 정체를 명확하게 알 수 있는 장면에서도 전혀 의심하는 모습을 보이지 않는다.
- 사지 히데키(佐治 秀紀)

OVA판 성우:나카지마 슈고 / 실사극장판:다카하시 잇세이 

네기시의 대학 시절 후배. 도쿄도 출신. 

밝은 감각의 팝 뮤직을 좋아하며, 같은 취미를 가진 네기시를〈기타도, 노래도 능숙하다〉라며 존경하고 있다. DMC를〈독자적인 세계관을 가지고 있어 대단하다〉라고 특별히 덮어 놓고 싫어하는 일 없이 평가한다. 매우 성실하며, 네기시와는 대조적으로 팝 뮤지션으로서의 재능이 출중하다. 인디 밴드〈데트라포트 메론 티(テトラポット・メロン・ティ)〉를 결성하여 노상 라이브를 중심으로 활동하고 있다. 

네기시가 대학을 졸업하고 나서는 서로 교류가 없었으나, 데트라포트 메론 티로서 출연한 심야 TV프로그램에서 우연히 크라우저가 된 네기시와 재회한다. 방송국 화장실에서 긴장한 자신을 따뜻하게 격려해 준 크라우저를〈내가 존경하는 선배와 분위기가 비슷한 매우 좋은 사람〉이라고 생각하나, 그 정체가 네기시라고는 깨닫지 못한다. 같이 출연했던 심야 TV프로그램에서 DMC로부터 폭행을 당한 후 데트라포트 메론 티는 해산한다.

### 네기시의 가족
- 네기시 토시히코(根岸 俊彦)

OVA판 성우:가코 리온 / 실사극장판:가토우 료 

네기시의 남동생 고등학생이다.

형과 마찬가지로 팝을 좋아하는 마음 착한 소년이었으나, 네기시가 상경한 후 라디오를 통해 들은 DMC의 곡에 반해 불량 학생이되어 학교를 땡땡이치고, 부모에게도 반항적인 태도를 보인다. 그 모습을 본 네기시는 크라우저로 분장해 토시히코를 불러내 설교를 하고, 설교를 들은 토시히코는 어느정도 개심한듯한 모습을 보인다. 참고로 토시히코는 크라우저가 형이라는 사실을 전혀 모른다.
- 네기시 케이코(根岸 啓子)

OVA판 성우:이세키 요시코 / 실사극장판:미야자키 요시코

네기시의 어머니. 

도쿄에서 혼자 살고 있는 네기시를 항상 걱정하고, 언제나 야채나 쌀등의 음식과 편지를 보내거나 전화를 걸어 안부를 묻고 있다. 갑자기 집에 나타난 크라우저(토시히코에게 설교를 하러 왔을 때)를 봐도 전혀 당황하지 않고 오히려〈크라쨩 〉이라고 친근하게 부르며, 함께 아침 식사를 하는 등 편견없는 넓은 마음과 깊은 생각을 가지고 있다. (덧붙여 크라우저의 출신지인 지고쿠(지옥)을 시코쿠로 잘못 알고 있다) 토시히코와 마찬가지로 크라우저가 아들인지 전혀 모르고 있다.
- 네기시 카즈노리(根岸 一則)

네기시의 아버지. 

- 네기시 코우이치(根岸 康一)

네기시의 조부. 

어디에나 있는 마음 상냥한 노인이지만, 살짝 치매끼가 있어 아베요시(이누카이쵸에 위치한 마트)에 가자는 발언만 반복하고 있다.
- 네기시 토모코(根岸朋子)/카와노 토모코(河野朋子)

실사 극장판:이케자와 아야카 

네기시의 여동생. 카와노와 결혼하였다.

- 카와노 아키라(河野 亮)

토모코의 남편.

### 도쿄 멋쟁이 사천왕
- 아사토 히데타카(アサト ヒデタカ)

OVA판 성우:카와다 신지 / 실사극장판:스즈키 가즈마 

디자이너. 〈아모아무〉의 일로 아이카와와 아는 사이이다. 아이카와와 함께 자신이 경영하는 가게에 왔던 네기시에게 실패해서 괜찮으니 가게내에서 미니 라이브를 해볼 것을 친절하게 요청하지만, 네기시의 연주는 그 로부터〈학예회〉취급을 당한다. 이것이 네기시에게 상당히 깊은 트라우마가 되어 이후에도 아사토는 아이카와와 함께 크라우저에게 피해를 보고있다.
- 호카조노 마코토(外園 誠)

OVA판 성우:마쓰야마 겐이치

배우. 영화 〈노 비레(ノ・ビーレ)〉에서 야마노 하나에의 애인 타케시역으로 출연하였다. 엘리트 의식이 굉장히 높다. 영화 촬영도중 크라우저의 악마 구슬이 입으로 들어갔지만 본인은 그것이 뭔지 모르고 있다.
- 쿠제 아이셋(久瀬 アイセット)

사진 작가. 〈아모아무〉의 일로 아이카와와 아는 사이이다. 쿠제의 사진을 동경하여 SLR사진을 찍기시작한 네기시이지만 네기시의 사진을 보고 휴대폰 사진 취급하여 원한을 샀다.
- 모기 타카유키(茂木 高之)

일명 〈크리에이티브 킹〉이라고 불리는 프로듀서. 세포 수준의 표현을 할 수 있는 아티스트를 뽑는 오디션에 심사위원으로 나와, 오디션에 참가했던 네기시에게 수치를 안주었다.

### 라이벌, 출연 밴드들
- 잭 일 다크(Jack ill Dark)

OVA판 성우:타케우치 리키 / 실사극장판:진 시몬즈

과격한 퍼포먼스로 유명한 블랙 메탈계의 제왕. 미국 출신. 

〈악마의 기타〉라는 이름으로 잘 알려진 전설의 기타를 칼스 머더로부터 물려받았다(2대째). 대표곡은〈퍽킹엄 궁전〉. 마약, 강간, 폭력 사건등으로 수많은 체포 경력이 있는 위험인물. 〈FUCK!〉이란 단어를 입에 달고 산다.
- 케니 일 다크(ケニー・イル・ダーク)

잭 일 다크의 딸. 

메탈계의 향상을 위해 아버지가 번 자금을 바탕으로 설립한 프로젝트 일 다크(PID)라고 하는 음악 관련 회사의 대표이사를 맡고 있다. 미국 출신. 과거에 일본에의 유학 경험이 있기 위해, 일본어는 능숙. 

작중 등장 인물중 데스 레코드 관계자외에 네기시와 크라우저가 동일 인물임을 알고 있는 얼마 안되는 인물중 한명. 

메탈의 부흥을 위해 록 페스티벌인 〈사타닉 엠페러(SATANIC EMPEROR)〉준비한다.
- 니나(ニナ)

OVA판 성우:나즈카 카오리 / 실사극장판:미나미

펑크 락 밴드 딸랑이 걸즈(金玉ガールズ )의 보컬. 가나가와현 출신. 

짧은 머리의 미소녀. 섹스 피스톨즈의 시드 비셔스를 존경해, 펑크 락을 시작하였다.
- 키바야시 스스무(木林 進)

OVA판 성우:K DUB SHINE / 실사극장판:오오치 요우스케

시부야에서 활동중인 래퍼 키바(鬼刃)이자 네기시와는 고향 소꿉친구.

이누카이쵸에서 뱀장어구이집을 하던 집안이 망하고 초등학생 시절 도쿄로 이사를 갔다. 래퍼 키바로 활동시 뉴욕에서 돌아온 사상최고로 흉악한 갱 출신 래퍼라고 자칭한다. 크라우저의 정체가 네기시임을 모르고 있다.
- 데즈무(デズム)

관서 지방을 거점으로 활동하는 데스 메탈 밴드. 결성 당시, 정통 데스 메탈을 지향하는 밴드였지만 잭 일 다크와 DMC의 대결을 본 후, 이대로는 데스 메탈에 정점에 설수 없을 거라는 생각에 스카톨메탈(スカトロメタル)을 지향하게 된다. 

멤버는 토가시(富樫), 쯔요시(毅), 하세가와(長谷川), 조지(丈二)의 4명. 멤버 각각 〈변비의 토가시〉,〈설사의 쯔요시〉,〈똬리 똥의 하세가와〉,〈긴 똥의 조지〉로 불린다. 라이브에서 분비물에 비유한 흙탕물을 무대와 객석에 마구 뿌리는 퍼포먼스가 특징이다.
- 광아귀주(狂牙鬼走)

일본 최강의 폭주족들로 구성된 굉음 메탈 밴드. 사타닉 엠페러에 참가 신청했으나, 산 속에서 길을 잃어 참가하지 못한다. (결국 페스티벌 종료 3일 후 행사장에 도착한다.)
- 프아종(ポアゾン)

프랑스의 슬래쉬 메탈 밴드. 사타닉 엠페러 1라운드에서 DMC와 대결한다. 팬들을 성노예로 부리고 있는 이상 성욕 집단으로 리드 보컬이자 기타리스트인 아르도의 수준높은 실력과 단아한 외모의 돼지 〈나폴레옹(ナポレオン)〉으로 일본에서도 압도적인 인기를 자랑한다. DMC의 돼지인 나시모토를 바보 취급하는 태도에 화가 난 네기시는 자본주의의 돼지로서의 자존심을 지켜주기위해 무대 대결에 도전한다.
- 파이파닉 체인지(パイパニック・チェーンソー)

동북 지방을 거점으로 활동하는 데스 메탈 밴드. 사타닉 엠페러 2라운드에서 DMC와 대결한다. 보컬 레이(レイ)의 데스보이스와 대형 전기톱을 이용한 퍼포먼스로 큰 인기를 얻고있다.
- 헬베타(ヘルヴェタ)

노르웨이 출신의 데스 메탈 밴드. 멤버는 샤세(シャーセ), 에드워드(エドヴァルド), 홀베어(ボルベア), 군네르스(グンネルス)의 4명. 멤버 모두가 상당한 음악적 재능을 소유하고있다. DMC와 마찬가지로 무수한 전설을 가지고 있으며, 잭 일 다크의 북유럽 투어 당시, 잭의 몸에 〈I AM PIG〉라는 문신을 새긴 악명높은 밴드. 

보컬이자 리더인 샤세는 네기시와 외형이 흡사하다. 팝 아티스트로서도 큰 인기를 누리며 활동 중으로 음악을 통해 세계를 정복하려하는 무서운 계획을 세우고 있다.

### 기타 인물
- 시게 아저씨(シゲおじちゃん)

OVA판 성우:야베 마사히토

네기시가 살고 있는 아파트 옆방에 살고 있는 관리인. 이바라키현 출신. 본명은 불명.

마음 상냥하고 친절한 사람으로 항상 네기시를 걱정해주고 보듬어준다. 네기시에게는 도쿄의 아버지같은 존재.
- 사와이"스펠만" 타케시(沢井”スペルマン”剛)

OVA판 성우:리 토시오 

B급 영화계의 귀재 불리는 영화 감독. 야마가타현 출신. 

대표작은〈박살캅〉〈살육의 팬더상어〉등. 열광적인 DMC 신자이며, 자신의 신작 영화 〈노 비레〉에 크라우저 II세를 출연시킨다.
- 야마노 하나에(山野 花江)

OVA판 성우:가토 로사

업계의 주목을 받고 있는 신인 여배우로 영화〈노 비레〉의 여주인공 유우코역을 맡는다.

## 용어
- 우엉남(ゴボウ男)

마른체형에 믿음직스럽지 못한 분위기를 가진 남성을 빗댄 말.
- 공공외설 컷(公然猥褻カット)

일명 머시룸(버섯) 컷. 네기시의 평소 헤어 스타일. 동생 토시히코에게 놀림받던 네기시가 크라우저로 변장해서 〈이 머리는 공공외설 컷이라는 상급데스메탈의 머리 스타일이다〉라고 반론하였다. 참고로 머리색은 검은색이 바람직하다.
- 이빨 기타(歯ギター)

원래는 지미 헨드릭스의 유명한 기타 테크닉 겸 퍼포먼스. 크라우저 II세는 그것을 넘어선다고 전해진다. 가끔 관객의 머리를 물기도 한다.
- 고 투 DMC!(Go to DMC!)

DMC 팬들이 라이브에서 자주 연호하는 구령.
- DMC 지옥의 인문자(地獄の人文字)

DMC의 라이브 퍼포먼스 중 하나.
쟈기가〈D〉, 크라우저가〈M〉, 카뮤가〈C〉를 담당한다. 이것을 본 모든 사람은 모두 저주받는다고 한다.

## DMC 음반
기본적으로 전곡 오리지널 네기시가 작사 작곡하고, 연재 본지에 부록으로 해설 재킷이 붙여있다. 일부 팬들에 의해 DMC의 "카피 밴드"가 결성되었다. DMC의 가사에 자작 멜로디와 연주를 하고 곡으로 인터넷 등을 통해 공개하고, 또 연주를 인터넷 상에 공개 할뿐만 아니라 코믹 마켓 70에서는 CD화 배포하는 서클도 확인되었다. 이후 OVA화, 영화화에 맞추어 새롭게 작곡, 음원 된 것이 공식적으로 CD화되어 발매되었다.

## 파생 작품
"영 애니멀" 이외의 등장.(다른 작품의 패러디 포함)
- 디트로이트 모에 시티
  - "영 애니멀 아일랜드" 제5호에 게재된 번외편. DMC 신자를 아버지로 둔 소녀가 주인공의 단편 만화이다. 단행본 2권에 보너스 트랙으로 수록되어 있다.
- 타워 레코드 한정 만화
  - 시부야 타워 레코드의 이벤트에서 공개된 한정 만화이다. 마지막에는 크라우저 II세가 "No 인분 차 No Life 타워 레코드"라는 대사를 하였다.
- "주간 소년 챔피언"(아키타 서점) 미즈시마 신지 만화가 생활 50주년 기념호
  - 2007년 7월 크라우저 II세가 야마다 타로에 대해 "진짜의 마구"를 미즈시마에게 축하로 던지는 한 장면을 그렸다. 도리상 손님 1명으로, 타사 소년 잡지에 등장하는 것은 이번이 처음으로, 루비는 털어있는 것 자체는 원작을 바탕으로 했다.
- "근육맨 II세 궁극의 초인 태그 편 "9권 범위
  - 크라우저 II의 일러스트와 함께, "이마에 "죽을"수 있으나 "고기"좋다"라는 의견을 보이고 있다.

## 단행본
하쿠센에서 JETS COMICS로 간행되었다. 전 10권. 누계 발행 부수는 600만부를 돌파했다.
1. 제1권 2006년 6 월 5일 발행 ISBN 4-592-14351-5(대역 부 코멘트 : 해롤드 사쿠이시)
2. 제2권 2006년 10월 27일 발행 ISBN 4-592-14352-3(대역 부 코멘트 : 우미노 치카)

본작 인기 때문에, "아마 레스 켄쨩"이라는 작가가 이전 코단샤 "영 매거진 앗빠즈"에서 연재한 작품이 2권과 같은 날 발매하게 되었다.
1. 제3권 2007년 4월 27일 발행 ISBN 978-4-592-14353-6(대역 부 코멘트 : 기무라 카에라)
2. 제4권 2007년 11월 29일 발행 ISBN 978-4-592-14354-3실사 영화화 등이 발표된 직후에 발매된 적이 있고, 같은 "영 애니멀"의 간판 작품 인 "베르세르크" 32권과 동시 발매되었다. 정상 결전으로 "영 애니멀"의 홈페이지에는 승리 VS 크라우저님의 특집도 짜여졌다.
3. 제5권 2008년 3월 28일 발행 ISBN 978-4-592-14355-0
4. 제6권 2008년 8월 8일 발행 ISBN 978-4-592-14356-7
5. 제7권 2009년 2월 13일 발행 ISBN 978-4-592-14357-4
6. 제8권 2009년 10월 5일 발행 ISBN 978-4-592-14358-1
7. 제9권 2010년 3월 29일 발행 ISBN 978-4-592-14359-8
8. 제10권 2010년 7월 29일 발행 ISBN 978-4-592-14360-4

## 애니메이션
STUDIO4 ℃가 제작한 OVA(오리지널 비디오 애니메이션)이다. 2008년 8월 8일에 DVD 발매. 전 12화, 24 에피소드 구성되어있다. PG-12 지정.
WOWOW에서 2009년 2월 6일부터 2009년 3월 14일까지 매주 2회씩 방송되었다. 2010년에는 간사이테레비에서 1월 12일부터 동년 2월 2일까지 "폭소의 에피소드 모음집"으로 8회분의 걸작선을 방송했으며, 애니맥스(CS 방송)에서 2월 9일부터 전 12화가 방송되었다.

### 제작진
- 감독 - 나가하마 히로시
- 총 작화 감독 - 시마무라 슈이치
- 미술 감독 - 고바야시 시치 로우
- 음향 감독 - 타나카 카즈야
- 색채 설계 - 사토 유
- CGI 감독 - 타카세 유스케, 오오야마 요시히사
- 편집 - 타케미야 무츠미
- 효과 - 오쿠다 이조
- 음악 프로듀서 - 키타하라 쿄코
- 음악 - 야마모토 하루요시
- 제작 - 후지와라 마사미치, 나가이 히데오, 키타가와 나오키 다나카 에이코
- 프로듀서 - 타카하시 아츠시, 후지사와 요시히토, 하타케타 리카
- 기획 협력 - 영 애니멀 편집부, 시마다 아키라, 나가시마 타카유키

### 부제목
1. PV／SICK MURDERER
2. REAL LEGEND／SATAN
3. PIG／DRUG
4. FRUSTRATION／GOOD SONG
5. MASOCHIST／FAMILY#. PUNK.1／PUNK.2
6. TOWER／CONFESSION
7. PROMISE／ALTERNATION
8. CINEMA.1／CINEMA.2
9. FAKE／DETROIT・MOE・CITY
10. HIP HOP.1／HIP HOP.2
11. EMPEROR.1／EMPEROR.2

## 기타
- 로만도에서 입체화(소프 X 시리즈)가 결정했다. 카이요도의 액션 피규어 "리볼텍"에서 DMC 멤버 전원의 릴리스가 결정되었다.
- 연예계에서 팬을 공언하고 있는 인물로, 나가사와 마사미 (후지TV "멘토레 G" 2007년 5월 27일 방송분에서 소개), 개그우먼 콤비 오델로의 마츠시마 나오미(테레비 오사카의 반짝 반짝 아후 HP의 "패션 체크" 코너의 음성 메시지로 소개되었다.), 이외에도 키무라 카에라, B'z, 쇼지 토모하루, 야이다 히토미, 아리사카 쿠루메, 야이다 히토미, 히라야마 아야, 아오시마 아키나, 야구치 마리, 오우라 류 등이 있다. 특히 나가사와 마사미는 원작의 팬을 밝히는 인연이 되어 애니메이션 버전의 "아이카와 유리"역으로 성우를 맡게 되었다.
- 레슬링 선수의 이초 카오리도 팬을 공언하고 있어, 가능하다면 이마에 "살" 문신을 넣어 링에 서고 싶다라고 코멘트하였다.
- 실사 영화화와 애니메이션화 기념으로 "강철 결사 DMC"라는 팬클럽이 만들어졌다. 명예 회원은 히다카 토오루 (BEAT CRUSADERS)와 Tommy february6가 있다.
- 2008년 3월 28일 트리뷰트 앨범 "디트로이트 메탈 시티 트리뷰트 앨범~ 희생 메탈 MIX ~"가 발매되었다. 내용은 참가 아티스트의 음악을 메탈 풍으로 어레인지 한 것.
- OVA에서 네기시는 "뮤지션으로 파르코의 광고(원작에서는 칼피스)에 나가고 싶다"라고 말하고 있었지만. 2008년 여름, 부분적으로 현실이 되었다.(영화판 DMC)
- 2008년 9월 18일 가동 아케이드 카드 게임 "삼국지 대전 3~ 창천의 용맥~ "에서 크라우저가 한군의 원술로 출연했다.

"스트리트 파이터 온라인 마우스 제네레이션"에서 2009년 2월부터 크라우저가 참가했다.

## 영화
《디트로이트 메탈 시티》(デトロイト・メタル・シティ)는 2008년 8월 23일 실사 영화가 도호 배급으로 개봉되었다. 한국에서는 2009년 5월 21일에 개봉되었다.
캐치카피는 "내가 하고 싶었던 것은 ... 이런 밴드잖아!"
흥행 수입은 개봉 2일만에 관객 동원 24만 7000명, 흥행 수입 3억 5000만엔. 공개 3주 만에 관객 동원 100만명을 돌파했다. 공개 4주째에는 흥행 수입 20억엔 돌파. 최종 23.4 억엔을 기록하였다.
영화관 대상 "영화관 스탭이 선정, 2008년 가장 스크린에서 빛난 영화 57위에 선정되었다.

### 출연
- 네기시 소이치 / 요한 크라우저 II 세 : 마츠야마 켄이치
- 아이카와 유리 : 카토 로사
- 니시다 테루미치 / 카뮤 : 아키야마 류지
- 와다 마사키 / 알렉산더 쟈기 : 호소다 요시히코
- 데스 코즈 사장 : 마츠유키 야스코
- 팬 A : 오쿠라 코지
- 팬 B : 오카다 요시노리
- 아사토 히데타카 : 스즈키 카즈마
- 사지 군 : 다카하시 잇세이
- 니나 : 미나미
- MC 구이렌 : 오오치 요스케
- DJ 라이카 : 오타니 노부히코
- 엄마 : 미야자키 요시코
- 잭 일 다크 : 진 시몬스 (KISS)
- 슌 군 : 카토 료

### 스태프
- 원작 : 와카스기 기미노리
- 감독 : 리 토시오
- 각본 : 오오모리 리카
- 프로듀서 : 히구치 유카
- 라인 프로듀서 : 스즈키 요시히로
- 프로듀서 : 이치무라 미나미, 츠카다 야스히로, 야마우치 아키히로
- 촬영 : 나카야마 코이치
- 조명 : 무토 요이치
- 미술 : 아타카 노리후미
- 녹음 : 코오리 히로미치
- 음향 효과 : 사이토 마사토시
- 편집 : 다구치 타쿠야
- 음악 : 핫토리 타카유키
- 조감독 : 카네시게 아츠시
- 기획 : 가와무라 겐키 (도호)
- 제작 담당 : 야마모토 레이니
- 제작위원회 : 도호, 호리 프로, 하쿠센, 소니 뮤직 엔터테인먼트, 덴츠, 디 라이츠, 파르코, 스타 더스트 픽쳐스, TOKYO FM, 야후 재팬, 일본 출판 판매, TSUTAYA 그룹
- 프로덕션 : 도호 영상 제작부
- 배급 : 도호

### 주제가
- 디트로이트 메탈시티 〈SATSUGAI〉
- 네기시 소이치 SONG BY 카지 히데키 〈달콤한 연인〉

## 발매 CD

### 앨범
- 마계 유희~for the movie~ (2008년 8월 20일)

실사극장판 및 애니메이션판에 사용된 곡들을 중심으로 구성된 앨범
Tracklist
```
01. SATSUGAI
02. SLASH KILLER
03. GROTESQUE
04. Mesu Buta Koukyoukyoku
05. DEATH PENIS
06. Ano ko wo RAPE
07. MAD MONSTER
08. Urami Harasade Okubekika
09. Maou
10. FUCKINGHAM Kyuden
```

### 싱글
- 디트로이트 메탈 시티/네기시 소이치

SATSUGAI/달콤한 연인~for the movie~ (2008년 8월 6일) 

마왕/그로테스크/라즈베리 키스~for the movie~ (2008년 8월 13일)
- 딸랑이 걸즈

엉터리(데타라메).마마보이.체리보이~for the movie~ (2008년 8월 13일)
- MC키바

From NYCity~for the movie~ (2008년 8월 13일)
- 데트라포트 메론티

샐리 마이 러브~for the movie~ (2008년 8월 13일)